# L'Évadée (film, 1946)
Pour les articles homonymes, voir L'Évadé (homonymie) et The Chase.
Pour plus de détails, voir Fiche technique et Distribution.

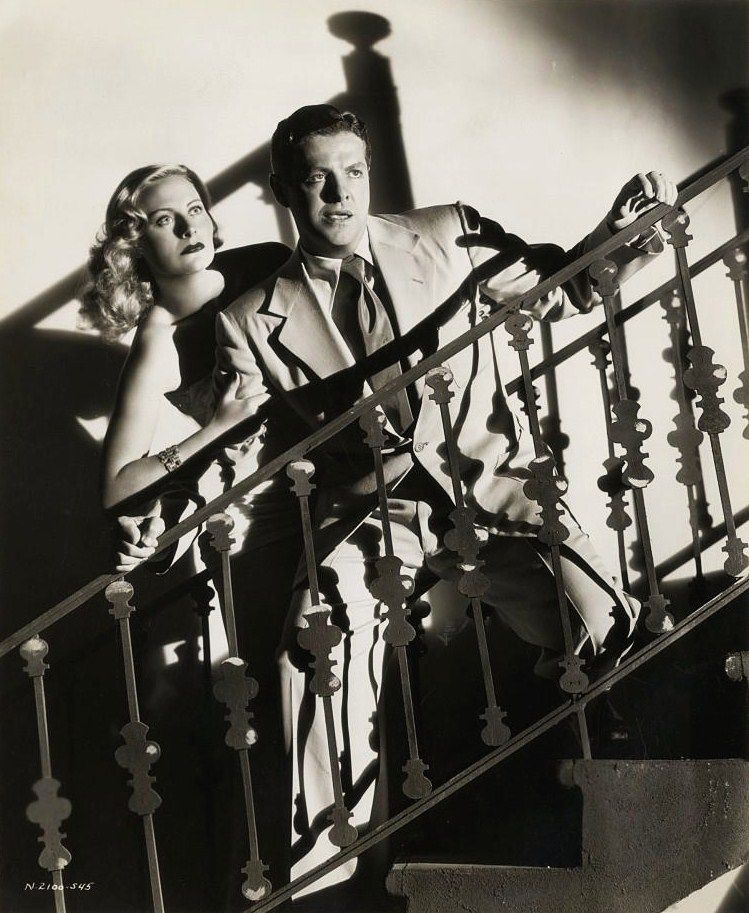
Michèle Morgan et Robert Cummings
(photo promotionnelle du film)

L'Évadée (Titre original : The Chase) est un film américain réalisé par Arthur Ripley, sorti en 1946.

## Synopsis
Chuck Scott, vétéran tourmenté de la Seconde Guerre mondiale, est embauché comme chauffeur du gangster Eddie Roman. Il fait ainsi la connaissance de Gino, le bras droit d'Eddie, et de Lorna, la femme du truand. Vivant sous l'emprise d'un mari sadique et imprévisible, elle finit par s'enfuir avec Chuck à Cuba (les deux jeunes gens étant tombés amoureux l'un de l'autre), provoquant la rage d'Eddie...

## Autour du film
L'atmosphère du film est étrange, et si pendant la première heure du film tout semble clair, il devient ensuite difficile de départager le rêve de la réalité. Chuck Scott se réveille alors d'une sorte de léthargie et consulte le commandant Davidson, un médecin à l'hôpital de l'US Navy, et des flash back apportent la confusion sur le début du film.

## Fiche technique
- Titre : L'Évadée
- Titre original : The Chase
- Réalisation : Arthur D. Ripley
- Scénario : Philip Yordan, d'après le roman Une peur noire (The Black Path of Fear) de Cornell Woolrich
- Musique : Michel Michelet
- Directeur de la photographie : Frank F. Planer
- Directeur artistique : Robert Usher
- Décors de plateau : Victor A. Gangelin
- Costumes : Peter Tuesday (robes de Michèle Morgan) et Bill Edwards
- Montage : Edward Mann
- Production : Seymour Nebenzal, pour Nero Films
- Société de distribution : United Artists
- Langue : anglais
- Genre : Film noir
- Format : Noir et blanc
- Durée : 86 minutes
- Dates de sortie : 
  - États-Unis : 16 novembre 1946
  - France : 25 octobre 1947

## Distribution
- Robert Cummings : Chuck Scott
- Michèle Morgan : Lorna Roman
- Steve Cochran : Eddie Roman
- Peter Lorre : Gino
- James Westerfield : Job, le majordome
- Lloyd Corrigan : Emmerich Johnson
- Jack Holt : le commandant Davidson
- Aléxis Minotís : le lieutenant Acosta
- Nina Koschetz : Madame Chin
- Yolanda Lacca : "Midnight"
- Jimmy Ames : le tueur
- Shirley O'Hara : la manucure
- Don Wilson : Fats
- Alex Montoya (non crédité) : un détective à La Havane

## DVD
- France :
  - DVD-9 Keep Case sorti le 2 mai 2012 chez Artus Films. Le ratio écran est en 1.33:1 plein écran 4:3. L'audio est en anglais 2.0 mono avec des sous-titres français. En supplément, un documentaire William Irish & The Chase par Stéphane Bourgoin, court-métrage L'Héroïne, diaporama d'images et photos de production, bandes annonces de l'éditeur. Il s'agit d'une édition Zone 2 Pal[2].

- États-Unis :
  - DVD-9 Keep Case sorti chez Mill Creek Entertainment le 17 avril 2012 dans le coffret 50 Movies Classic Features Dark Crimes. Le ratio écran est en 1.33:1 plein écran 4:3 en noir et blanc. l'audio est en anglais 2.0 mono. Le DVD ne comporte ni sous-titre ni supplément. Il s'agit d'une édition toutes zones.